# Hermann Graf Keyserling
Hermann Graf von Keyserling (Kaisma, 20 luglio 1880 – Innsbruck, 1946) è stato un filosofo e naturalista estone-tedesco (allora l'Estonia faceva parte dell'impero russo).

## Biografia
Era nato a Kõnnu, un villaggio del comune di Kaisma nella contea di Pärnumaa. 
Studiò alle università di Dorpat e Heidelberg, dove conseguì il dottorato in mineralogia con Jakob von Uexküll. Proseguì gli studi a Vienna, dopodiché intraprese un viaggio intorno al mondo. I suoi interessi erano indirizzati verso le scienze naturali e la filosofia e prima della prima guerra mondiale era conosciuto come studioso di geologia e come popolare saggista. Fu corrispondente e grande estimatore del filosofo francese Henri Bergson.
La rivoluzione russa lo privò della proprietà in Livonia e con il capitale rimastogli fondò la Gesellschaft für Freie Philosophie (Società per la libera filosofia) a Darmstadt.
Tra le sue opere:  Diario di viaggio di un filosofo: Cina, Giappone, America (1919), Conoscenza creatrice (1921), Immortalità (1920), Filosofia come arte (1920) e Presagi di un mondo nuovo (1926) La rivoluzione mondiale e la responsabilità dello spirito (1934, versione italiana Hoepli, Milano 1935).
Ha sposato Goedela von Bismarck-Schönhausen, nipote di Otto von Bismarck. Anche suo figlio Arnold von Keyserling è stato un famoso filosofo.